# سیارک ۱۰۹۶۷
سیارک ۱۰۹۶۷ (به انگلیسی: 10967 Billallen، نامگذاری:4349T-1) ده هزار و نهصد و شصت و هفتمین سیارک کشف شده‌است که در ۲۶ مارس ۱۹۷۱ کشف شد.
قدر مطلق سیارک برابر ۲۹.۵ است.